# مقاطعة سرخس
مقاطعة سرخس (بالفارسية: شهرستان سرخس) هي إحدى مقاطعات محافظة خراسان رضوي في إيران. كان عدد سكان المقاطعة سنة 2006 حوالي 85,524 نسمة.